# Chiesa inglese di Ginevra
La chiesa inglese di Ginevra, chiamata Holy Trinity Church, è una chiesa anglicana dipendente dalla Chiesa d'Inghilterra situata a Ginevra in Svizzera. I culti vengono celebrati in lingua inglese.